# Ioan Gruffudd
Ioan Gruffudd (udtalesˈjoʊæn ˈgrɪfɪð = YOE-an GRI-fith) (født 6. oktober 1973) er en walisisk skuespiller. Han er mest kendt for at have medvirket i film som King Arthur, Black Hawk Down og Fantastic Four. Desuden spillede han titelrollen som Horatio Hornblower i Hornblower, der er baseret på C.S. Foresters bøger.

## Biografi

### Opvækst
Gruffudd blev født den 6. oktober 1973 i Llwydcoed, nær byen Aberdare, i det sydlige Wales. Hans familie flyttede senere til Cardiff. Gruffudds forældre, Peter og Gillian Griffith, var begge lærere, og han har to andre søskende: en to år yngre lillebror, Alun, og en syv år yngre lillesøster, Siwan. 
Det populære navn "Ioan" er den walisiske udgave af "John" og "Gruffudd" svarer næsten til "Griffith". Han er blevet noteret ved at have udtalt: "Jeg vil bestemt ikke ændre mit navn. Det er mig. Det har aldrig hjulpet min karriere, men heller ikke forhindret den. Det er bare hvem jeg er. Min karakter... min make-up. Min kultur og kulturarv er meget rig. Og hvad så hvis det er svært for folk at udtale mit navn? Vi lærte alle sammen at udtale Schwarzenegger."

### Karriere
Gruffudd begyndte sine karriere som skuespiller som 13-årig i en walisisk fjernsynsfilm kaldet Austin (1986) og senere i den walisiske sæbeopera Pobol y Cwm (People of the Valley) fra 1987 til 1992, hvor han som 18-årig blev optaget på Royal Academy of Dramatic Art i London. Han følte sig dog ikke specielt godt tilpas der, da han kun medvirkede i mindre roller i Akademiets opsætninger, og han følte sig tit isoleret, hvilket gjorde at han var tæt på at droppe ud flere gange. Trods dette blev han i 1995 tilbudt rollen som George (Jörgen) Tesman i Henrik Ibsens stykke Hedda Gabler, som manden til Hedda, hovedpersonen. Denne optræden førte til at han blev tilbudt hovedrollen i tv-udgaven af Poldark. 
Efter at have spillet Oscar Wildes elsker, John Gray i filmen Wilde fra 1997, fik Gruffudd sin første internationale rolle som 1. styrmand Harold Lowe i storfilmen Titanic. Han fik senere sin mest velkendte rolle som Horatio Hornblower i Hornblower-serien. Siden 20. februar 2007 har Gruffudd haft planer om få rettighederne over Horatio Hornblower-serien, i håb om at kunne producere en spillefilm af ud det. 
Gruffudds tv-arbejde inkluderer også at han spillede Pip i BBCs tv-udgave af Charles Dickens Great Expectations (1999) og som arktitekten Phillip Bosinney i ITVs udgave af The Forsyte Saga (2002). Hans optræden i større film, inkluderer 102 Dalmatinere (2000), Black Hawk Down (2001) og King Arthur (2004). I 2007 medvirkede han i det historiske drama Amazing Grace som William Wilberforce, den britiske modstander af slaveri, for hvilken han modtog en del kritisk anmeldelse for. Gruffudd har også portrætteret roller fra både Marvel Comics og DC Comics, hvor spillede Mr. Fantastic (/Reed Richards) i Marvels Fantastic Four (2005) og Fantastic Four: Rise of the Silver Surfer (2007) og lagde stemme til Mr. Fantastic i DC Comics Justice League Unlimited (2004-2006).       
Udover fjernsyn- og filmarbejde har Gruffudd også medvirket i popgruppen Westlifes version af "Uptown Girl" (2001) over for Claudia Schiffer og den 7. juli 2007 var han repræsentør for Storbritannien ved Live Earth på Wembley Stadium i London.

### Privat
Gruffudd bor sammen med sin kone, den amerikansk-fødte britiske Alice Evans i Los Angeles, California. Parret mødtes under optagelserne til 102 Dalmatinere og blev gift den 14. september 2007 i Mexico. En af Gruffudds forlovere ved brylluppet var hans med-walisiske kollega Matthew Rhys, Gruffudds gamle ven og tidligere bofælle i 8 år. 
Gruffudd nyder at være i Los Angeles, fordi "Det er det nemmeste sted at køre i, og det er en sand fornøjelse at gøre det i min Jag XK8. Jeg er ude hele tiden". Han beundrer også amerikanernes psyke og tillid, og elsker at være i blandt dem, da han føler at disse kvaliteter smitter af på ham.  

## Filmografi
| År        | Film                                       | Rolle                                  | Bemærkninger                                     |  |
| --------- | ------------------------------------------ | -------------------------------------- | ------------------------------------------------ |  |
| 1987-1994 | Pobol y Cwm                                | Gareth Wyn Harries                     | Tv-serie: 1 episode                              |  |
| 1995      | A Relative Stranger                        | Nigel Fraiman                          | Tv-film                                          |  |
| 1996      | Poldark                                    | Jeremy Poldark                         | Tv-film                                          |  |
| 1997      | Wilde                                      | John Gray                              |                                                  |  |
| 1997      | Titanic                                    | 5. officer Harold Lowe                 |                                                  |  |
| 1997      | A Mind to Kill                             | Karl Stranger                          | Tv-serie: 1 episode: "Strange Territory"         |  |
| 1998      | Hornblower: The Even Chance                | Sømand Horatio Hornblower              | Tv-film                                          |  |
| 1998      | Hornblower: The Examination for Lieutenant | Løjtnant Horatio Hornblower            | Tv-film                                          |  |
| 1999      | Hornblower: The Duchess and the Devil      | Horatio Hornblower                     | Tv-film                                          |  |
| 1999      | Hornblower: The Frogs and the Lobsters     | Horatio Hornblower                     | Tv-film                                          |  |
| 1999      | Great Expectations                         | Pip                                    |                                                  |  |
| 1999      | Solomon and Gaenor                         | Solomon Levinsky                       |                                                  |  |
| 1999      | Love in the 21st Century                   | Jack                                   | Tv-serie: 1 episode: "Masturbation"              |  |
| 1999      | Warriors                                   | Løjtnant John Feeley                   | Tv-film                                          |  |
| 2000      | 102 Dalmatinere                            | Kevin Sheperd                          |                                                  |  |
| 2001      | Another Life                               | Frederick Edward Francis Bywaters      |                                                  |  |
| 2001      | Hornblower: Mutiny                         | Løjtnant af 3. grad Horatio Hornblower | Tv-film                                          |  |
| 2001      | Hornblower: Retribution                    | Løjtnant af 3. grad Horatio Hornblower | Tv-film                                          |  |
| 2001      | Very Annie Mary                            | Hob                                    | Tv-film                                          |  |
| 2001      | Happy Now                                  | Max Bracchi                            |                                                  |  |
| 2001      | Black Hawk Down                            | Beales                                 |                                                  |  |
| 2002      | Shooters                                   | Freddy Guns                            |                                                  |  |
| 2002      | The Gathering                              | Dan Blakeley                           |                                                  |  |
| 2002      | Man and Boy                                | Harry Silver                           |                                                  |  |
| 2002      | The Forsyte Saga                           | Phillip Bosinney                       | Tv-mini-serie                                    |  |
| 2003      | Hornblower: Loyalty                        | Kommandør Horatio Hornblower           | Tv-film                                          |  |
| 2003      | Hornblower: Duty                           | Kommandør Horatio Hornblower           | Tv-film                                          |  |
| 2003      | Y Mabinogi                                 | Kong Bendigeidfran (stemme)            |                                                  |  |
| 2003      | This Girl's Life                           | Daniel                                 |                                                  |  |
| 2004      | Century City                               | Lukas Gold                             | Tv-serie: 9 episoder                             |  |
| 2004      | King Arthur                                | Lancelot                               |                                                  |  |
| 2005      | Justice League                             | Mr. Miracle (stemme)                   | Tegneserie: 1 episode                            |  |
| 2005      | The Little Things                          | Simon                                  |                                                  |  |
| 2005      | Fantastic Four                             | Reed Richards (stemme)                 | Tegnefilm                                        |  |
| 2005      | Fantastic Four                             | Reed Richards / Mr. Fantastic          |                                                  |  |
| 2006      | American Dad!                              | Mørkhåret mand                         | Tv-serie: 1 episode: "It's Good to Be the Queen" |  |
| 2006      | The TV Set                                 | Richard McCallister                    |                                                  |  |
| 2006      | Amazing Grace                              | William Wilberforce                    |                                                  |  |
| 2007      | Fantastic Four: Rise of the Silver Surfer  | Reed Richards / Mr. Fantastic          |                                                  |  |
| 2008      | The Meant to Be's                          | Manden                                 |                                                  |  |
| 2008      | Agent Crush                                | Agent Crush (stemme)                   |                                                  |  |
| 2008      | Fireflies in the Garden                    | Addison                                |                                                  |  |
| 2008      | The Secret of Moonacre                     | Sir Benjamin                           |                                                  |  |
| 2008      | W.                                         | Tony Blair                             |                                                  |  |

## Trivia
- Han er 180 cm. høj.
- Hans modersmål er walisisk.
- Han lærte at tale jiddisch, da han skulle spille Solomon i filmen Solomon and Gaenor fra 1999.
- Fik den ære at få at tænde lyset, der oplyste National Millennium Beacon for Wales i Cardiff City Centre, ved nytårsaften 1999-2000.
- Skuespillerne fra King Arthur gav ham kælenavnet Sir-Lash-A-Lot, efter at de tog ham på fersk gerning mens han krøllede sin øjenvipper i sminkevognen på settet.

## Eksterne links
- Ioan Gruffudd på Internet Movie Database (engelsk)
- Ioan Gruffudd på Filmdatabasen
- Ioan Gruffudd på Scope
- Ioan Gruffudd på Svensk Filmdatabas (svensk)
- Ioan Gruffudd på AlloCiné (fransk)
- Ioan Gruffudd på AllMovie (engelsk)
- Ioan Gruffudd på Turner Classic Movies (engelsk)
- Ioan Gruffudd på Rotten Tomatoes (engelsk)
- Ioan Gruffudd på The Movie Database (engelsk)
- Ioan Gruffudd på Behind The Voice Actors (engelsk)
- Ioancentral – fanside
- Hoggard, Liz (2005-07-02). "Ioan Gruffudd: Enter the dragon". The Independent. Arkiveret fra originalen 6. maj 2008. Hentet 8. november 2008.
- "Ioan Gruffudd biography". BBC Wales. Hentet 2008-05-14.